# 文藝文化
『文藝文化』（ぶんげいぶんか）は、昭和（戦前から戦中期）に発行された日本浪曼派系の国文学雑誌。
1938年（昭和13年）7月、国文学者蓮田善明を編集兼名義人に清水文雄・栗山理一・池田勉の広島文理大出身者で、国文学者齋藤清衛門下の4名を同人として創刊。1944年（昭和19年）8月に終刊した。全70冊。
この雑誌で1941年（昭和16年）に、三島由紀夫（本名・平岡公威。学習院在学時で、清水文雄の指導を受けていた）は「花ざかりの森」でデビューした。清水によりペンネーム「三島由紀夫」の名付けられた。「花ざかりの森」は昭和16年9月号から連載され、その号の編集後記に蓮田善明は、「『花ざかりの森』の作者は全くの年少者である。どういふ人であるかといふことは暫く秘しておきたい。それが最もいいと信ずるからである。若し強ひて知りたい人があつたら、われわれ自身の年少者といふやうなものであるとだけ答へておく。日本にもこんな年少者が生まれて来つつあることは何とも言葉に言ひやうのないよろこびであるし、日本の文学に自信のない人たちには、この事実は信じられない位の驚きともなるであらう。この年少の作者は、併し悠久な日本の歴史の請し子である。我々より歳は遙かに少いが、すでに、成熟したものの誕生である。此作者を知つてこの一篇を載せることになつたのはほんの偶然であつた。併し全く我々の中から生れたものであることを直ぐに覚つた。さういふ縁はあつたのである」と記し、激賞した。
三島は蓮田善明から「感情教育」を受けていたと語っている。蓮田は終戦時にマレー半島のジョホールバルでピストルで上官を射殺した後、自決した。
このことは、三島の自決に大きな影響を与え、自決一週間前の古林尚との対談冒頭でも語っている。（『三島由紀夫最後の言葉』より、新潮社、新潮CDで再版）。三島による序文を収録した小高根二郎『蓮田善明とその死』でも大きく窺える（自決した1970年に筑摩書房で出版、新版・島津書房）。
この雑誌への寄稿者は他に、伊東静雄などがおり、1943年（昭和18年）7月号の表紙やカット絵は棟方志功が担当している。